# الدوري السويدي الدرجة الثانية 1940–41
الدوري السويدي الدرجة الثانية 1940–41 (بالسويدية: Division II i fotboll 1940/1941)‏ هو موسم من الدوري السويدي الدرجة الثانية. فاز فيه Reymersholms IK ‏.